# Еникой (река)
Еникой (укр. Єнікой) — река в Килийском районе (Одесская область, Украина), впадающая в озеро Китай.

## География
Длина — 11,5 км. Русло на протяжении почти всей длины пересыхает. На реке создано несколько прудов. Приустьевая часть долины реки занята плавнями.
Берёт начало севернее села Новосёловка. Река течёт на юго-запад. Впадает в озеро Китай в селе Фурмановка.
Притоки: нет крупных.
Населённые пункты (от истока к устью):
1. Новосёловка
2. Фурмановка